# NV1

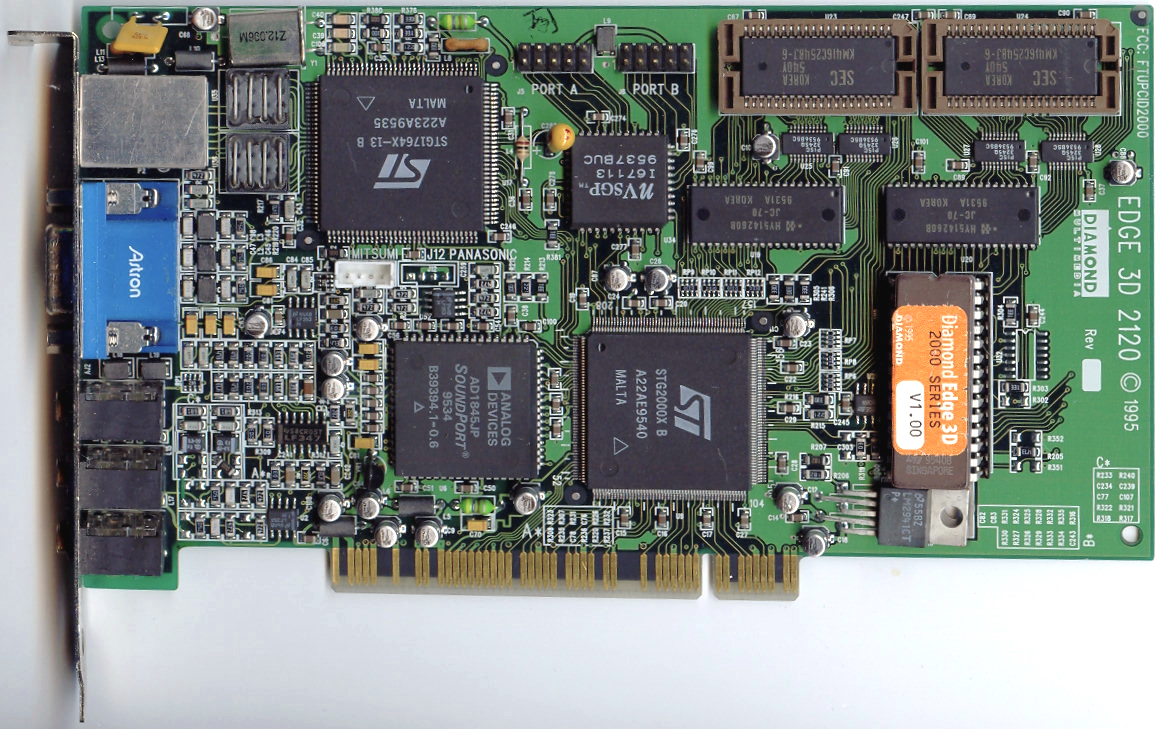
Diamond EDGE 3D 2120

El procesador NV1 fue fabricado por SGS-THOMSON Microelectronics bajo el modelo STG2000, fue una tarjeta multimedia PCI lanzada en 1995 y vendida como  Diamond Edge 3D.
Presentaba un núcleo de gráficos completo 2D/3D basado en mapeo cuadrúple de texturas,  VRAM, con una tarjeta de sonido de 32 canales y 350 MIPS integrada y dos puertos compatibles con Sega Saturn. También tenía un puerto para joystic que requería de un adaptador de RJ45 a DB 15

## Juegos 3D sportados por NV1
- Battle Arena Toshinden
- Descent: Destination Saturn
- NASCAR Racing
- Panzer Dragoon
- Sonic X-treme (antes de su cancelamiento)
- Virtua Fighter Remix
- Virtua Cop

## Productos comerciales en los que fue incluida

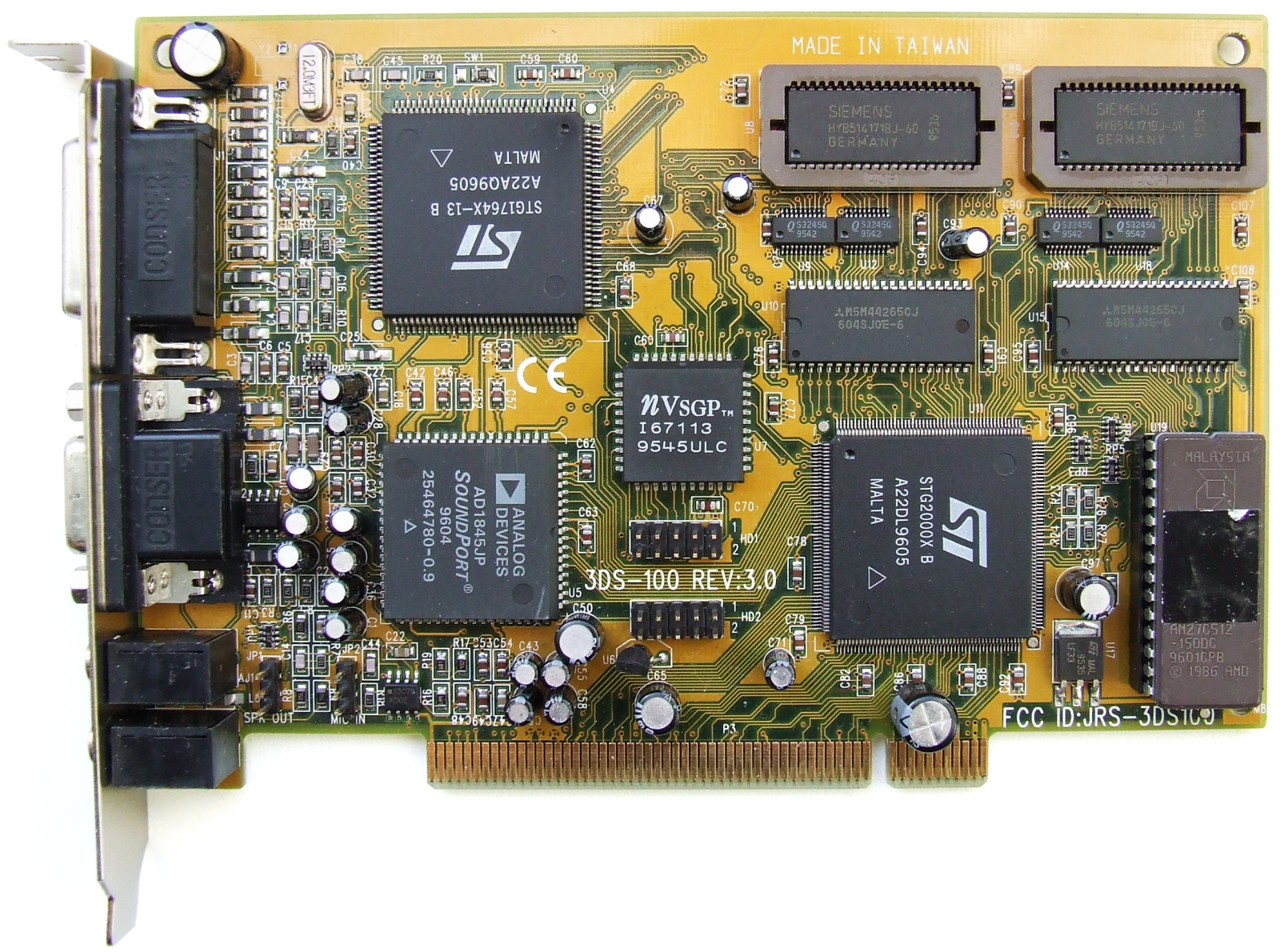
YUAN 3DS-100

- Aztech
  - 3D Galaxy
- Core-Dynamics
  - DynaGraFx 3-D
- Diamond Multimedia
  - EDGE 3D 2120
  - EDGE 3D 2200
  - EDGE 3D 3240
  - EDGE 3D 3400
- Focus TNC
  - Unknown model
- Genoa Systems
  - Stratos 3D
- Jazz Multimedia
  - 3D Magic
- Kasan Electronics
  - WinX 3D
- Leadtek
  - WinFast Proview 3D GD400
  - WinFast Proview 3D GD500
- MediaForte
  - Videoforte VF64-3DG-01
  - Videoforte VF64-3DG-02
- YUAN
  - JRS-3DS100